# Barrois
Das Barrois ist eine französische Landschaft in der Region Grand Est, die seit 1995 offiziell die Bezeichnung Pays Barrois trägt. Im Wesentlichen entspricht das Barrois dem historischen Herzogtum Bar.
Die gesamte Einwohnerzahl der Barrois liegt bei 69.800 Bewohnern (1999).
Das Pays Barrois ist ein bis zu 451 m hohes Plateau, das von den Flüssen Saulx, Ornain und Chée durchflossen wird. Es bildet in etwa das südwestliche Viertel des Départements Meuse. Die historische Hauptstadt der Landschaft ist Bar-le-Duc. Weitere größere Orte im Barrois sind Ligny-en-Barrois, Revigny-sur-Ornain und Gondrecourt-le-Château.